# Caenolestes caniventer
Caenolestes caniventer e вид дребен бозайник от семейство Ценолестесови (Caenolestidae). Разпространен е във високопланинските области в северната част на Андите, на територията на Еквадор и Перу. Хранят се с безгръбнани животни, включително и червеи.